# Hôtel Thiebaut de Montureux
L'hôtel Thiebaut de Montureux est un hôtel particulier situé à Luxeuil-les-Bains, en France, à l'angle de la place de la République, dans le département français de la Haute-Saône.

## Historique
Édifice du XVIe siècle, le bâtiment abrita la première pharmacie de Luxeuil au XVIIIe siècle. Aujourd'hui, c'est un fleuriste qui y est installé.
L'édifice est inscrit au titre des monuments historiques en 2011.